# Miconia milesmorganii
Miconia milesmorganii är en tvåhjärtbladig växtart som beskrevs av James Francis Macbride. Miconia milesmorganii ingår i släktet Miconia och familjen Melastomataceae. Inga underarter finns listade i Catalogue of Life.